# Гарт Брукс
Троял Гарт Брукс (англ. Troyal Garth Brooks; народ. 7 лютого 1962, Талса, Оклахома) — американський виконавець кантрі-музики. Брукс додав елементи рок-музики до своїх записів і концертних виступів, що принесло йому величезну популярність. Цей прогресивний підхід дозволив йому домінувати в чарті кантрі-синглів і альбомних чартах і, в той же час, за рахунок елементів поп-музики доносити свою творчість до найширшої аудиторії.
Кар'єра Гарта Брукса стала однією з найуспішніших в історії популярної музики, побивши рекорди продажів і відвідуваності концертів у 1990-ті роки. Альбоми Брукса продовжують успішно розкупаються: за даними Nielsen Soundscan на жовтень 2011 року, альбоми Брукса продані тиражем 68 561 000 копій, з цим результатом він є найпродаванішим музикантом в США «ери SoundScan» (з 1991 року), випереджаючи за цей період на 5 млн копій The Beatles. Крім того, за даними RIAA, Брукс є третім музикантом за кількістю проданих альбомів після The Beatles та Елвіса Преслі із 128 мільйонами проданих альбомів. 6 альбомів Брукса отримали діамантовий статус в США, це: Garth Brooks (10х платиновий), No Fences (17× платиновий), Ropin' the Wind (14× платиновий), The Hits (10× платиновий), Sevens (10× платиновий) і Double Live (21× платиновий).
З 1989 року вийшло 19 записів Гарта Брукса, в тому числі 9 студійних альбомів, 1 концертний альбом, 4 збірника, 3 різдвяних альбоми і 2 бок-сета, а також 77 синглів.

## Біографія

### Дитинство
Гарт Брукс народився 7 лютого 1962 в Талсе, штат Оклахома. Він був найменшим сином Трояла Реймонда Брукса, працівника нафтової компанії, і Коллін Керол, співачки-кантрі, що записувалася на лейблі Capitol Records і виступала в телевізійній передачі Ozark Jubilee. Для батьків Брукса цей шлюб став другим, таким чином у Гарта з'явилися чотири звідні брати старшого віку (Джим, Джері, Майк, і Бетсі). У пари було двоє спільних дітей — Келлі і Гарт. В їхньому будинку в Юконі, Оклахома, сім'я влаштовувала щотижневі творчі вечори. Всі діти мали обов'язково брати участь, виконуючи пісні або роблячи пародії. Гарт вчився грати на гітарі і банджо.
В дитинстві Гарт часто співав вдома, але в школі він більше уваги приділяв спорту. У вищій школі Брукс зайнявся футболом, бейсболом і легкою атлетикою. Під час навчання в «Oklahoma State University» він брав участь у змаганнях з метання списа. Брукс завершив навчання в університеті в 1984 році, отримавши ступінь спеціаліста в сфері реклами. В цьому ж році, Брукс почав професійну музичну кар'єру — він співав і грав на гитарі в клубах и барах Оклахомы.

### 1989—1990: Перші успіхи
Дебютний альбом Гарта Брукса названий просто Garth Brooks вийшов 1989 року.

### 1993—1994: In Pieces

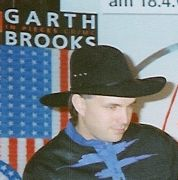
Гарт Брукс

### 1999: Кріс Гейнс
1999 року Гарт Брукс і його продюсерська компанія «Red Strokes Entertainment», спільно з «Paramount Pictures» почали кампанію з промоцією на ринок фільму, в котрому Брукс зіграв роль рок зірки. Головним героєм фільму «The Lamb» є вигаданий рок-співак Кріс Гейнс. Для збільшення зацікавленності до цього проєкту Брукс записав альбом «Garth Brooks in … The Life of Chris Gaines», котрий мав бути деяким «пре-саундтреком» фільму. Брукс також з'явився в образі Гейнса в телевізійній програмі «Behind the Music» на каналі VH1, а також виступив від свого імені в програмі «Saturday Night Live».

### 2009: Повернення на сцену
15 жовтня 2009 року Гарт Брукс оголосив про те, що повертається на сцену і буде виступати по вікендам в готелі і казино «Encore Las Vegas». Ці виступи продовжувались аж до осені 2011 року. Надалі було оголошено, що музикант продовжить виступати в Лас-Вегасі, його виступи були заплановані, як мінімум, до червня 2012 року. Такий графік дозволяє Бруксу протягом тижня займатися сімейними справами (заради яких він і залишав сцену), а на вихідні виступати. Фінансові умови контракту на виступи не були оголошені, але організатор виступів оголосив, що надав співаку приватний літак для перельотів між місцем виступів у Лас-Вегасі і будинком музиканта в Оклахомі.

## Музичний стиль
Від своїх старших братів і сестер Гарт Брукс перейняв любов до різних жанрів музики. Почувши дебютний сингл кантрі-співака Джорджа Стрейта «Unwound», Брукс вирішив, що буде виконувати кантрі-музику. Хоча Гарт з дитинства слухав кантрі-музику, але йому подобалася також і рок-музика. Брукс називав музикантів, які найбільше вплинули: Джеймс Тейлор, Ден Фогельберг і Таунс Ван Зандта. Крім того, на Брукса вплинули пісні рок-музикантів 1970-х років, таких як Біллі Джоел і Брюс Спрінгстін та оперний рок Queen і Фредді Мерк'юрі. У творчості Брукса з'єдналися кантрі в дусі Мерла Хаггарда, хонкі-тонк, пост-фольк-рок, арена-рок 1970-х років, що дозволило йому добитися величезного комеційного успіха.
В своїх найуспішніших концертах Брукс використовував безпровідну мікрофон-гарнітуру, що дозволило йому швидко пересуватися по сцені, надаючи таким концертам велику енергетику і театральність, які властиві виконавцям стадіонного року і оживляло звичайну спокійну і розмірену кантрі-музику.

## Рекорди продаж
The Recording Industry Association of America оголосила, що Гарт Брукс — найпродаваніший сольний виконавець 20-го століття в Америці. Це повідомлення викликало критику з боку преси і багатьох меломанів, котрі були впевнені, що в Елвіса Преслі більше проданих записів, ніж у Брукса, а його менші показники пояснюються помилковою методикою сертифікації RIAA за його життя. Хоча Бруксу, з його слів, і було дуже приємно таке досягнення, проте він заявив, що також вважає, що найбільші продажі альбомів із всіх сольних виконавців в Елвіса Преслі.
З того часу RIAA переглянуло свої методи підрахунку сертифікатів.

## Особисте життя
24 травня 1986 року Гарт Брукс одружився зі своєю коханою, авторкою пісень Сенді Мал. Вони зустрілися, коли Гарт працював охоронцем в барі. Брукс і Мал стали жити окремо з березня 1999 року, оголосили про свої плани розлучитися 9 жовтня 2000 року і подали документи на розлучення 6 листопада 2000 року. Розлучення було остаточно оформлене 17 грудня 2001 року.
Із середини 1990-х років багато таблоїдів писали, що у Гарта Брукса роман із колегою по музичній діяльності, кантрі-співачкою Трішею Єрвуд. Брукс і Єрвуд відкидали наявність роману між ними. Надалі, після розлучення Брукса, він почав зустрічатися з Єрвуд, а потім 10 грудня 2005 року в їхньому будинку в Оклахомі відбулося весілля музикантів. Цей шлюб став для Брукса другим, а для Єрвуд — третім. Пара володіє будинками в Гудлетсвілі в Теннессі, Малібу в Каліфорнії і в Port St. Lucie у Флориді, але, живе, переважно, на ранчо в Овассо, Оклахома, в передмісті Талси.

## Благодійна діяльність
Восени 2007 року було оголошено, що 25 і 26 січня 2008 року Гарт дасть 2 благодійних концерти в Лос-Анджелесі на арені «Staples Center» для постраждалих від пожеж у Каліфорнії. 1 грудня квитки на концерти надійшли у продаж і були поширені протягом кількох хвилин, що заставило організаторів дати ще кілька концертів. Квитки на всі шоу в Лос-Анджелесі були розпродані менше, ніж за 1 годину. Канал «CBS» в прямому ефірі здійснював трансляцію першого із цих концертів (25 січня в 9 годин вечора), надавши глядачам можливість зробити пожертвування організаціям з боротьби з пожежами.
У грудні 2010 року Брукс дав в Нешвілі в «Bridgestone Arena» 9 концертів менше, ніж за тиждень. На концерти було продано всього близько 140 тисяч квитків і зібрано 5 мільйонів доларів. Збори від цих виступів були направлені на користь жертв паводку в Нешвілі, що стався в травні 2010 року.

## Нагороди
За свою кар'єру Гарт Брукс виграв багато різноманітних музичних нагород, серед котрих і такі значимі, як:
- 2 Греммі[31]
- 17 American Music Awards (включаючи нагороду «Артист 90-х», отриману Бруксом 2000-го року)[32]
- Recording Industry Association of America, «Артист століття» (за найбільшу кількість проданих альбомів в 20-м столітті в США)[24]
- 21 Academy of Country Music Awards (в тому числі «Артист десятиліття» (1990-х) і «Crystal Milestone Award» — нагорода найпродаванішому кантрі-артисту в історії)[33]

## Дискографія
| - 1989 — Garth Brooks - 1990 — No Fences - 1991 — Ropin' the Wind - 1992 — Beyond the Season - 1992 — The Chase - 1993 — In Pieces - 1995 — Fresh Horses - 1997 — Sevens - 1999 — Garth Brooks...In the Life of Chris Gaines - 1999 — Garth Brooks and the Magic of Christmas - 2001 — Songs from Call Me Claus - 2001 — Scarecrow - 2014 — Man Against Machine | - 1994 — The Garth Brooks Collection - 1994 — The Hits - 1998 — The Limited Series - 1998 — Double Live - 2005 — The Lost Sessions - 2007 — The Ultimate Hits - 2013 — Blame It All on My Roots: Five Decades of Influences |  |